# Innocenty (Sokal)
Innocenty, imię świeckie Iwan Iwanowicz Sokal (ur. 7 stycznia 1883 w guberni chełmskiej, zm. 14 maja 1965) – rosyjski biskup prawosławny.

## Życiorys
Edukację teologiczną uzyskał w seminarium duchownym w Chełmie, a następnie w Kijowskiej Akademii Duchownej. Po uzyskaniu dyplomu w 1910 został zatrudniony w seminarium duchownym w Kursku w charakterze asystenta inspektora. Dwa lata później został inspektorem zamiejscowych klas tegoż seminarium z siedzibą w Rylsku. 14 października 1912 przyjął święcenia kapłańskie. W 1919 wyjechał do Palestyny w sprawach rosyjskiej misji prawosławnej w Jerozolimie. Od 1921 do 1931 przebywał w Królestwie SHS. Służył w jurysdykcji Rosyjskiego Kościoła Prawosławnego poza granicami Rosji jako inspektor rosyjskich seminariów duchownych w tymże kraju. Od 1931 został proboszczem etnicznie rosyjskiej parafii Trójcy Świętej w Belgradzie i pełnił tę funkcję do 1950.
W 1945 przeszedł ponownie w jurysdykcję Rosyjskiego Kościoła Prawosławnego. Patriarcha moskiewski i całej Rusi Aleksy mianował go dziekanem etnicznie rosyjskich parafii w Jugosławii. W 1950 wyjechał na stałe do ZSRR i objął stanowisko rektora seminarium duchownego w Saratowie. Rok później uzyskał stopień naukowy magistra nauk teologicznych. Po trzech latach został przeniesiony na analogiczne stanowisko w seminarium duchownym w Mińsku, zaś w 1956 - w seminarium w Odessie. Od 1957 był proboszczem soboru Zaśnięcia Matki Bożej w Smoleńsku.
21 kwietnia 1959 złożył wieczyste śluby mnisze w Ławrze Troicko-Siergijewskiej, cztery dni później otrzymał godność archimandryty, zaś 10 maja został wyświęcony na biskupa smoleńskiego i dorogobuskiego. W charakterze konsekratorów w ceremonii wzięli udział patriarcha moskiewski i całej Rusi Aleksy, arcybiskup możajski Makary oraz biskup dmitrowski Pimen. Urząd sprawował przez pięć lat, po czym odszedł w stan spoczynku; w 1965 zmarł.